# Фридрих Адлер
Фридрих Адлер (на немски: Friedrich Adler) (9 юли 1879, Виена – 2 януари 1960, Цюрих) – един от лидерите на Австрийската социалдемократическа партия, теоретик в австромарксизма. От 1923 до 1940 г. е секретар на изпълкома на Социалистическия работнически интернационал.